# فریگیت کلاس الی
فریگیت کلاس الی (به انگلیسی: Elli-class frigate) یک کلاس از کشتی است که طول آن 130 m (427 ft) می‌باشد.